# Yo! Bum Rush the Show
Yo! Bum Rush the Show ist das Debütalbum der US-amerikanischen Hip-Hop-Band Public Enemy, veröffentlicht am 26. Januar 1987 von Def Jam Recordings in den USA. Das Logo der Band, die Silhouette eines Schwarzen Mannes im Fadenkreuz eines Gewehres, erschien erstmals auf dem Plattencover. Yo! Bum Rush the Show zeichnet sich durch den samplelastigen Sound des Produzententeams The Bomb Squad aus.
Das Album erreichte Platz 125 der Billboard 200 und Platz 28 der Top R&B/Hip-Hop Albums. Das Magazin NME wählte es in seiner Kritikerliste zum besten Album des Jahres. Cheo H. Coker vom Musikmagazin Vibe nannte das Album neben Licensed to Ill (1986) von den Beastie Boys und Radio (1985) von LL Cool J als eines der drei einflussreichsten Alben in der Geschichte des Hip-Hop. 1998 führte die Musikzeitschrift The Source das Album als eines der 100 besten Rap-Alben. Das Rolling Stone führte es 2003 auf Platz 497 seiner Liste der 500 besten Alben aller Zeiten.

## Musik und Texte
Jon Pareles von der New York Times bemerkte in seinem Review, dass die Band sich als „Mischung aus schwarzer Wut und Widerstand“ präsentiert und dass sie die Stimme einer Gemeinschaft, aber keine „Truppe von Maulhelden“ sein wollen. Auf dem Album war die samplelastige Produktion von The Bomb Squad erstmals zu hören, die für die folgenden Alben der Band prägend wurde. Joe Brown von der Washington Post beschrieb die Musik als „eine ernsthaftere Form innerstädtischer Aggression“ im Vergleich zu Licensed to Ill von den ebenfalls bei Def Jam unter Vertrag stehenden Beastie Boys. Zum Musikstil schrieb Brown:

“Public Enemy’s mean and minimalist rap is marked by an absolute absence of melody - the scary sound is just a throbbing pulse, hard drums and a designed-to-irritate electronic whine, like a dentist’s drill or a persistent mosquito.”

„Public Enemys fieser und minimalistischer Rap ist von der Abwesenheit jeglicher Melodie gekennzeichnet - der beängstigende Sound ist ein klopfender Puls, harte Drums und ein irritierendes elektronisches Jaulen wie ein Zahnarztbohrer oder ein lästiger Moskito.“

Der Sound des Albums wird unterstrichen vom Scratching des DJs Terminator X. In den Texten agitiert die Band gegen die Vorherrschaft der weißen Rasse und prangert ein mangelndes Selbstbewusstsein der Schwarzen in den USA an. Dieser schwarze Nationalismus brachte der Band viel Kritik ein, allerdings wirkte dieser in Kombination mit dem militanten Outfit der Musiker zugleich auch verkaufsfördernd. So konnte binnen einen Jahres bereits 275.000 Exemplare des Albums abgesetzt werden.

## Kritiken
Das Q-Magazin vergab 4 Sterne („Exzellent“) und nennt das Album „einen überwältigenden Anfang … nur der erste und rückblickend noch zaghafte Schritt einer bemerkenswerten Reise … eine harte, dröhnende Erweiterung des grundlegenden drum’n'scratch-Schemas von Def Jam, das bei LL Cool J und den Beastie Boys so gut funktionierte.“ Der Melody Maker verglich die Intensität des Albums damit, „als wäre man von einem Meteoriten getroffen worden“. Der NME schrieb: „Yo! Bum Rush The Show machte eine Hip-Hop-Band bekannt, die im Verborgenen zu funkeln begann, mit spärlichen Beats wie keine andere, und mit dem coolsten Gesangs-Duo aller Zeiten … mit Ansichten, die man von einem 'Öffentlichen Feind Nummer 1' erwartet. … Brilliant.“ Für Stephen Thomas Erlewine von Allmusic überlagern durch die Produktion von Rick Rubin die Rockmusik-Elemente die Hip-Hop-Elemente, und sowohl die Bomb Squad als auch Chuck D. konnten sich noch nicht ausreichend entfalten.

## Titelliste
Die folgende Titelliste enthält einige der in den Songs von Yo! Bum Rush the Show verwendeten Samples. Die angegebenen Samples sind jedoch nicht vollständig.
| Nr. | Name                                                      | Songwriting                                | Länge (min) | Verwendete Samples |
| --- | --------------------------------------------------------- | ------------------------------------------ | ----------- | --- |
| 1.  | You’re Gonna Get Yours                                    | Chuck D, Hank Shocklee                     | 4:04        | Super Sporm von Captain Skyy Getting it On von Dennis Coffey                                                                                |
| 2.  | Sophisticated Bitch (feat. Vernon Reid von Living Colour) | D., William Drayton, Flavor Flav, Shocklee | 4:30        | Friends von Whodini Groove Line von Heatwave                                                                                                |
| 3.  | Miuzi Weighs a Ton                                        | D., Shocklee                               | 5:44        | Rock Steady von Aretha Franklin Different Strokes von Syl Johnson Christmas Rappin’ von Kurtis Blow Synthetic Substitution von Melvin Bliss |
| 4.  | Timebomb                                                  | D., Shocklee                               | 2:54        | Just Kissed My Baby von The Meters |
| 5.  | Too Much Posse                                            | D., Drayton, Flav, Shocklee                | 2:25        | |
| 6.  | Rightstarter (Message to a Black Man)                     | D., Shocklee                               | 3:48        | Grip It von Trouble Funk Blow Your Head von The J.B.’s Here We Go (Live) von Run-D.M.C.                                                     |
| 7.  | Public Enemy No. 1                                        | D., Shocklee                               | 4:41        | AJ Scratch von Kurtis Blow Feel the Heartbeat von Treacherous Three Blow Your Head von Fred Wesley und The J.B.'s                           |
| 8.  | M.P.E.                                                    | D., Drayton, Flav, Shocklee                | 3:44        | |
| 9.  | Yo! Bum Rush the Show                                     | D., Drayton, Shocklee                      | 4:25        | Shack Up von Banbarra |
| 10. | Raise the Roof                                            | D., Eric Sadler, Shocklee                  | 5:18        | Assembly Line von The Commodores Fantastic Freaks at the Dixie von Grandwizard Theodore & the Fantastic Five                                |
| 11. | Megablast                                                 | D., Drayton, Flav, Shocklee                | 2:51        | All We Need is Another Chance von The Escorts                                                                                               |
| 12. | Terminator X Speaks With His Hands                        | D, Drayton, Sadler, Shocklee               | 2:13        | Just Kissed My Baby von The Meters |